# Elizabeth Raleigh
Elizabeth Throckmorton, Lady Raleigh, detta Bess (16 aprile 1565 – 1647) è stata una nobildonna inglese, dama di compagnia di Elisabetta I d'Inghilterra e moglie di Sir Walter Raleigh.

## Biografia
Figlia di Nicholas Throckmorton e Anne Carew, era cugina di secondo grado della regina d'Inghilterra Caterina Parr. Durante gli anni 1580 si trasferì a corte con il fratello Arthur, diventando dama di compagnia di Elisabetta I.
Nell'estate 1591 fu messa incinta da Walter Raleigh e i due si sposarono in segreto nell'autunno dello stesso anno; il bambino, nato nel marzo 1592, fu battezzato con il nome di Damerei. Elisabetta scoprì delle nozze e del bambino nel maggio 1592, andando su tutte le furie: non solo le dame di compagnia reali potevano sposarsi solo con il permesso della regina, ma il padrino del bambino era il suo favorito Robert Devereux, II conte d'Essex. Ferita dal duplice tradimento, Elisabetta fece imprigionare i Raleigh nella Torre di Londra; Walter fu rilasciato ad agosto ed Elizabeth a dicembre.
I due si ritirarono al Castello di Sherborne, dove Lady Raleigh, a causa delle continue assenze del marito, si occupò personalmente della gestione della casa e delle finanze, godendo di poteri e autorità domestiche insoliti per una donna del periodo. Nel 1593 diede alla luce un altro figlio, William. Il terzo figlio, Carew, nacque nel gennaio 1605, quando Raleigh era in prigione. Dopo l'esecuzione del marito nel 1618, Elizabeth lavorò strenuamente per riabilitare il nome dei Raleigh e nel 1628 ottenne che il figlio ereditasse i beni di famiglia.

## Nella cultura di massa
Al cinema Elizabeth Raleigh è stata interpretata da Joan Collins ne Il favorito della grande regina (1955) e da Abbie Cornish in Elizabeth: The Golden Age (2007).